# Schüttauhof
Der Schüttauhof ist ein Gemeindebau im Bezirksteil Kaisermühlen im 22. Wiener Gemeindebezirk Donaustadt.

## Geschichte
Im Roten Wien der Zwischenkriegszeit entstanden zahlreiche kommunale Wohnbauten, einige davon auch jenseits der Donau. Der Schüttauhof wurde von 1924 bis 1925 im Stadtteil Kaisermühlen, das damals zum 2. Bezirk Leopoldstadt gehörte, errichtet. Er war zum Zeitpunkt seiner Fertigstellung mit 309 Wohnungen die größte kommunale Wohnhausanlage der heutigen Donaustadt, diesen Rang verlor er 1930 an den zweiten Kaisermühlner Gemeindebau, den 727 Wohnungen umfassenden Goethehof. Die Benennung der Wohnhausanlage nach einer vor der Wiener Donauregulierung an dieser Stelle befindlichen und Schüttau genannten Insel mit Aubeständen erfolgte am 20. Oktober 1926. Der Schüttauhof verfügte damals über neun Geschäftslokale, eine Badeanlage, einen Kindergarten, einen Spielplatz und eine Bibliothek. Während der Zeit des Nationalsozialismus wurden neun jüdische Mieter aus ihren Wohnungen vertrieben, die meisten davon wurden in weiterer Folge in Konzentrationslager deportiert. Nach Ende des Zweiten Weltkriegs dienten die Bibliotheksräumlichkeiten ab Herbst 1945 den Kaisermühlner Naturfreunden als Vereinsheim. Von 1993 bis 1996 wurde eine Generalsanierung durchgeführt, wobei unter anderem die Fassade mit einer neuen, weiß-rosa Färbelung versehen wurde, Aufzüge eingebaut wurden und die Wohnanlage an das Netz der Fernwärme Wien angeschlossen wurde. Es wurden auch einige Wohnungen zusammengelegt, weshalb die Wohnhausanlage heute 280 statt der ursprünglichen 309 Wohneinheiten umfasst. Der Kindergarten existiert heute nicht mehr, er wurde von den Wiener Kinderfreunden als Montessori-Kindergarten geführt. In den ehemaligen Geschäften entlang der Schiffmühlenstraße befinden sich eine Tierarztpraxis, ein Kunstatelier und eine psychotherapeutische Praxis.

## Allgemeines
Die denkmalgeschützte (Listeneintrag) Wohnhausanlage wird durch die Schiffmühlenstraße und den Straßenzug Am Kaisermühlendamm begrenzt, sowie an den kürzeren Seiten des Blocks entlang der Moissigasse und Bellegardegasse durch Häuserreihen, die nicht Teil des Gemeindebaus mit annähernd quadratischer Grundfläche sind. Östlich vom Schüttauhof befindet sich der Schüttauplatz mit der Pfarrkirche Kaisermühlen. Der sechsgeschoßige Bau umfasst 14 Stiegen, die um zwei Innenhöfe gruppiert sind, und weist viele expressive Dekorelemente wie Runderker, Spitzerker, Zinnen, Spitzbögen und Rundbögen auf. Die Gesamtfläche beträgt 6696 m², von denen 49,5 % verbaut sind. Der Schüttauhof wird von den Kaisermühlnern meist „Alter Neubau“ genannt, was darauf zurückzuführen ist, dass er nach der Fertigstellung des Goethehofs im Jahr 1930 der vergleichsweise ältere Neubau war.

## Kulturelles und Mediales
Der Schüttauhof ist zentraler Schauplatz der von Ernst Hinterberger entwickelten Fernsehserie Kaisermühlen Blues, die von 1992 bis 1999 in sieben Staffeln ausgestrahlt wurde. Häufiger Außendrehort war der Innenhof bei Stiege 7, in der Serie bekannt als Stiege 10.

## Bildergalerie

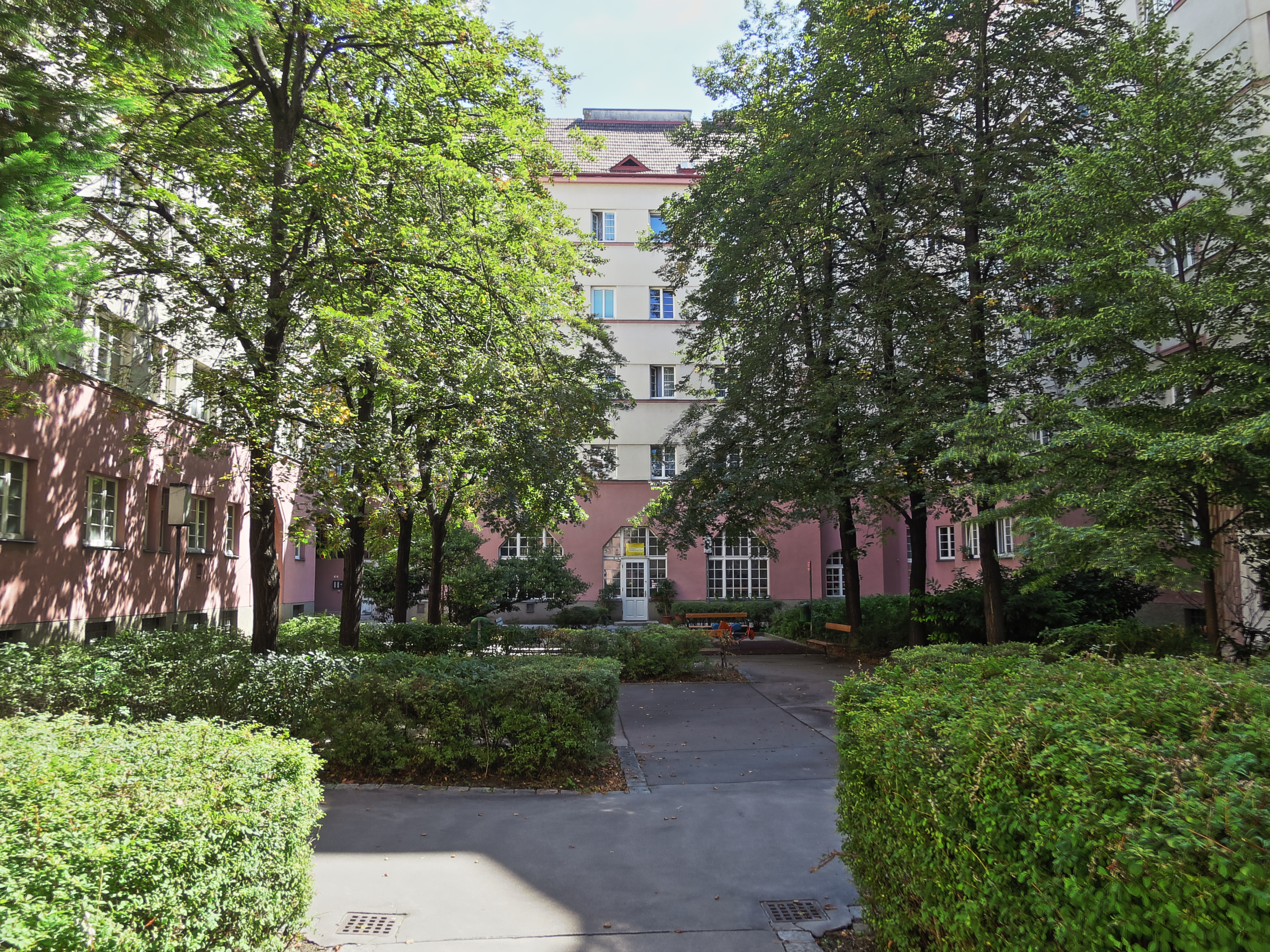
Einer der beiden Innenhöfe
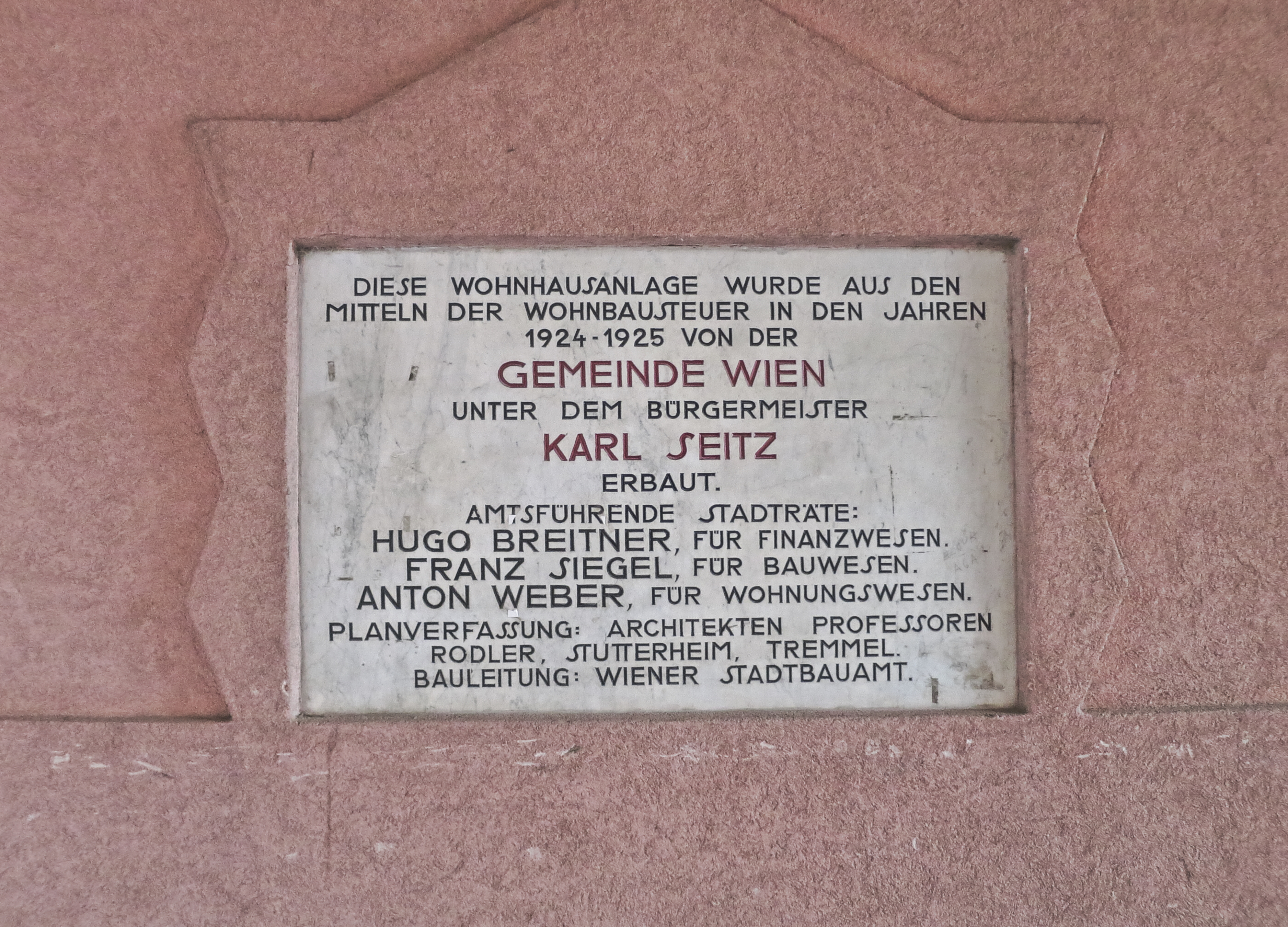
Informationstafel zur Errichtung des Schüttauhofs
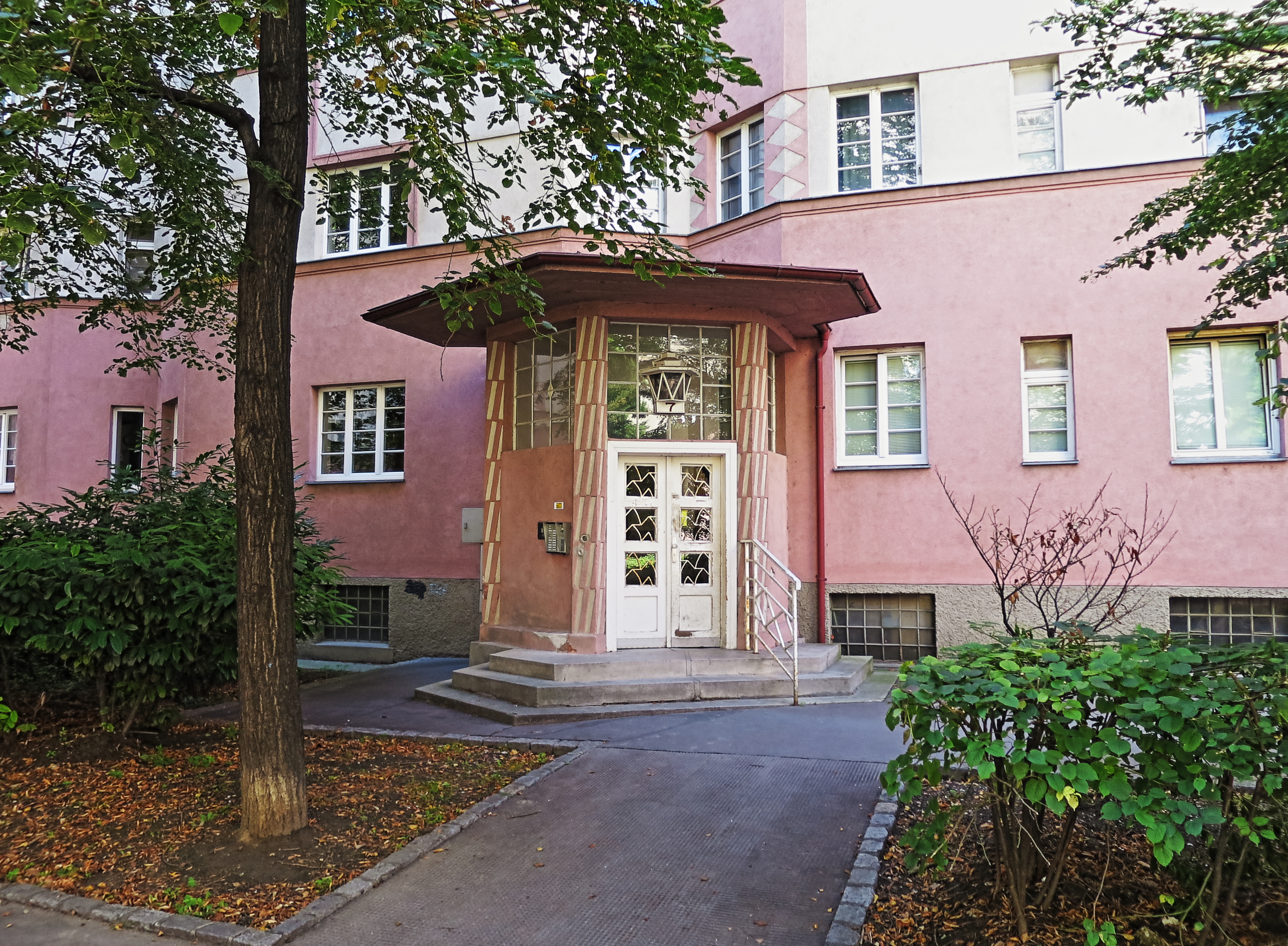
Die durch den Kaisermühlen Blues bekannte Stiege 7 (in der Serie bekannt als Stiege 10)
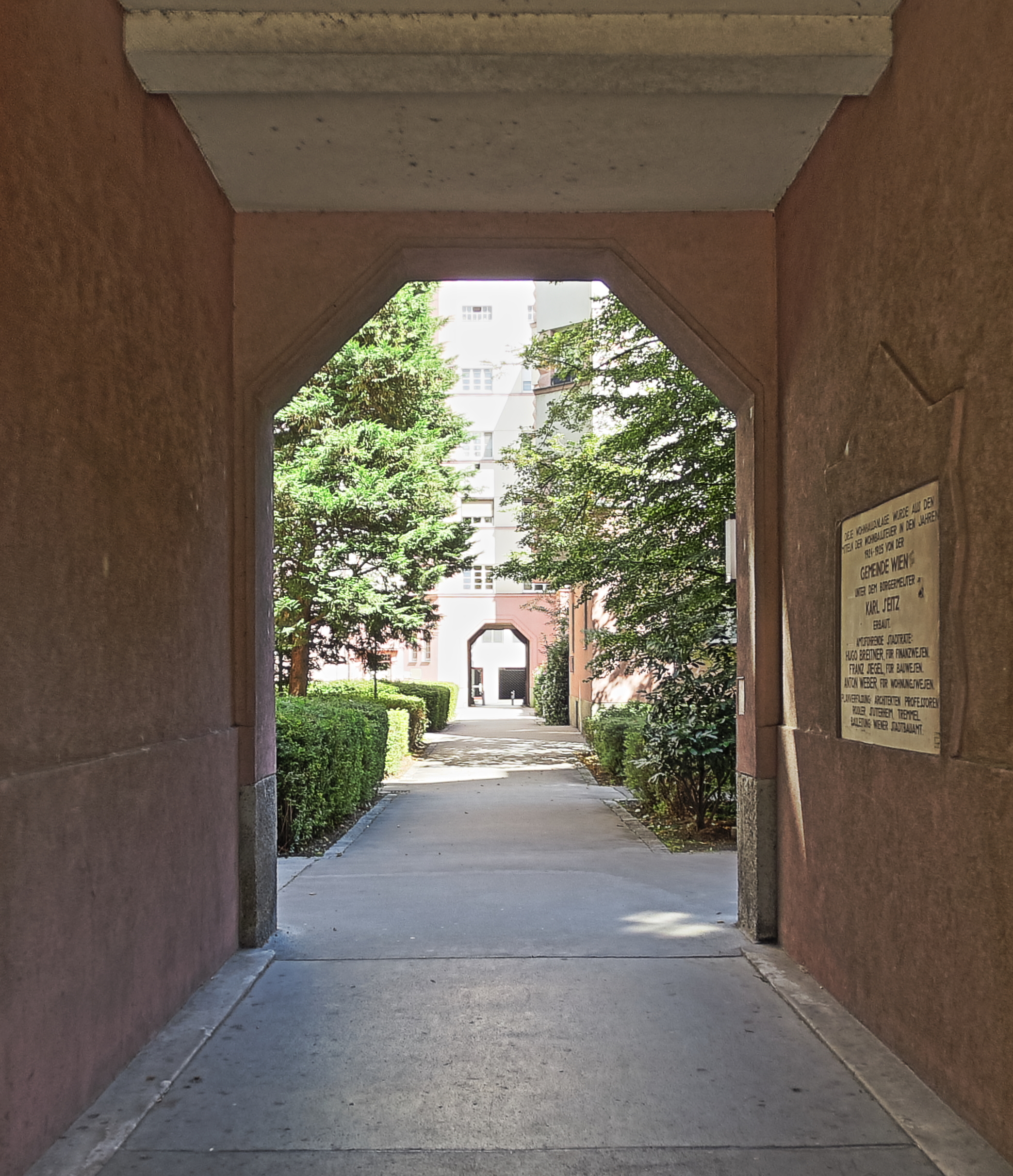
Blick durch die Hofeingänge